# Balthasar "Bobby" Woll
Balthasar "Bobby" Woll foi um Oberscharführer na Waffen SS, que também foi premiado com a Cruz de Cavaleiro da Cruz de Ferro. Nasceu em  Wemmetsweiler a 1 de Março de 1922 e morreu a  18 Março de 1996.
Depois de uma aprendizagem como eletricista, apresentou-se como voluntário para a Waffen SS a 15 de agosto de 1941.
Ele foi colocado na  1ª SS Totenkopf Regimento de Infantaria como atirador de metralhadora.
Foi ferido durante os combates na Bolsa de Demyansk e enviado para o hospital na Alemanha.
Enquanto recuperava dos ferimentos, ele foi condecorado com a Cruz de Ferro 2ª classe e com a  Verwundetenabzeichen (Medalha de Ferido em preto), em Julho de 1942.
Após sua recuperação, foi formado como artilheiro do tanque e no final de 1942 enviado para a 1ª Divisão SS Leibstandarte SS Adolf Hitler, onde conheceu seu comandante de tanque Michael Wittmann.
Na época da  Operação "Cidadela" era uma das melhores tripulações de tanques na Divisão, e em Setembro de 1943 foi condecorado com a Cruz de Ferro de 1ª classe, tendo destruído 80 tanques e 107 armas anti-tanques.
Foi premiado com o Cruz de Cavaleiro da Cruz de Ferro em Janeiro de 1944 como o primeiro artilheiro de tanque a receber o prémio e em Outubro de 1944 promovido a Oberscharführer.
Quando Wittmann foi morto na Normandia em 1944, Woll estava no comando de seu próprio tanque e gravemente ferido, mas sobreviveu à Guerra.

## Outras referências
- Panzer Aces por Franz Kurowski
- Armor Battles of the Waffen-SS, 1943-45 por Will Fey, Henri Henschler